# Лесополоса Генко
Лесополоса́ Ге́нко (Генковская лесополоса) — защитное лесное насаждение, памятник природы, занесён в соответствующий кадастр как ООПТ Ульяновской области (Россия). Расположена от посёлка Видный до посёлка Новосёлки. Памятник природы «Лесополосы Н. К. Генко» образован постановлением облисполкома N 552 от 23.12.89 г.

## Описание
Насаждения в хорошем состоянии и естественным путём постоянно обновляются. На некоторых территориях уже растёт второе поколение деревьев. Основные насаждения: дуб, клён, ильмовые, сосна, берёза, вяз, липа.
На территории запрещены строительные работы, сельскохозяйственная деятельность, сплошные рубки леса, кроме санитарных.
О научных работах и эколого-просветительской деятельности данных не имеется.

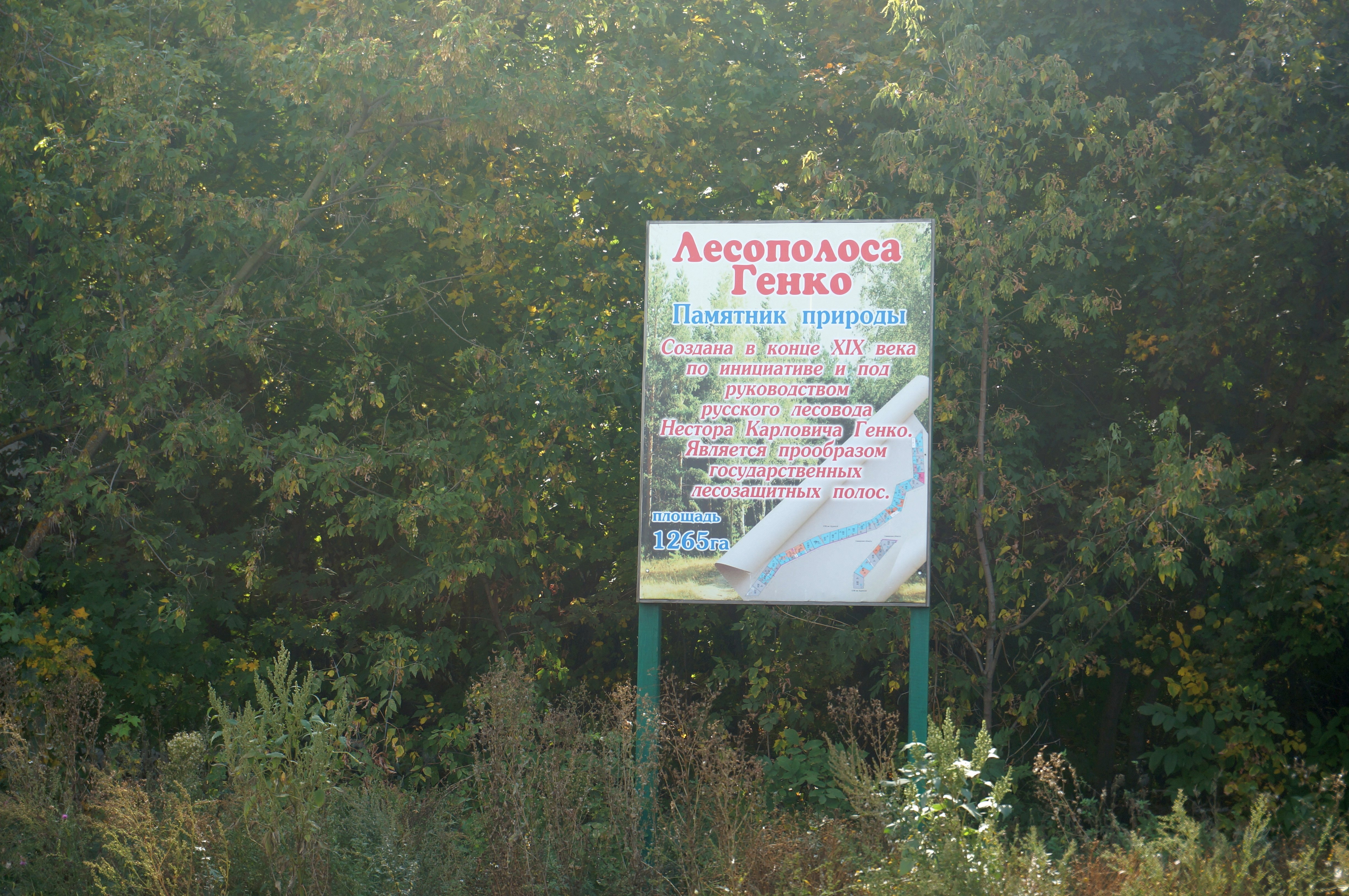
Аншлаг в лесополосе

Общая площадь 1261 га.

## Основания для создания ООПТ и её значимость
В 1886—1903 гг проводились работы по созданию водораздельных лесных полос. Автором проекта и руководителем работ был Нестор Карлович Генко. Полезащитные полосы («генковские полосы») представляют большую научную и практическую ценность.

## Перечень основных объектов охраны
Лесные насаждения.